# سلیف کیتا
سلیف کیتا (انگلیسی: Salif Keïta؛ زادهٔ ۸ دسامبر ۱۹۴۶ – درگذشتهٔ ۲ سپتامبر ۲۰۲۳) بازیکن فوتبال اهل مالی بود.
از باشگاه‌هایی که در آن بازی کرده‌است می‌توان به باشگاه فوتبال والنسیا، باشگاه فوتبال اسپورتینگ پرتغال، باشگاه فوتبال المپیک مارسی، و باشگاه فوتبال سن-اتین اشاره کرد.
وی همچنین در تیم ملی فوتبال مالی بازی کرده‌است.
وی که در پست مهاجم بازی می‌کرده از اسطوره‌های فوتبال مالی شناخته می‌شود و برادرزادهٔ وی، سیدو کیتا، نیز با سابقه بازی در بارسلونا و رم از بازیکنان مطرح تاریخ فوتبال مالی است.